# تپه اکنلو
تپه اکنلو مربوط به سده‌های اولیه، میانه و متاخر دوران‌های تاریخی پس از اسلام است و در شهرستان کبودرآهنگ، بخش مرکزی، دهستان مهربان علیا، ۴۵۰ متری شرق روستای اکنلو واقع شده و این اثر در تاریخ ۷ اسفند ۱۳۸۶ با شمارهٔ ثبت ۲۱۶۱۴ به‌عنوان یکی از آثار ملی ایران به ثبت رسیده است.